# Șeriful din Tennessee (partea a III-a)
Șeriful din Tennessee (partea a III-a) (în engleză Walking Tall: Final Chapter) este a treia parte a seriei de filme Șeriful din Tennessee (în engleză Walking Tall). Filmul a fost regizat de Jack Starrett⁠(d) și a fost lansat în SUA pe 10 august 1977. Titlul original de pe generic este Final Chapter: Walking Tall. Toate filmele din seria Șeriful din Tennessee au fost filmate în comitatele Chester și Madison din Tennessee; Buford Pusser a fost șeriful comitatului McNairy.

## Rezumat
A trecut un an de la ambuscada în care i-a fost ucisă soția, iar Buford Pusser mai are încă dificultăți de adaptare la această situație. În fața mormântului soției sale, el izbucnește în lacrimi, spunându-i că regretă că a ignorat cererea ei de a nu deveni șerif.

## Distribuție
- Bo Svenson — șeriful Buford Pusser⁠(d)
- Forrest Tucker⁠(d) — bunicul Carl Pusser
- Lurene Tuttle⁠(d) — bunica Helen Pusser
- Leif Garrett⁠(d) — Mike Pusser
- Dawn Lyn⁠(d) — Dwana Pusser
- Simpson Hemphill — Brownard
- Sandy McPeak⁠(d) — Lloyd Tatum
- Logan Ramsey⁠(d) — John Witter
- Morgan Woodward⁠(d) — bossul
- Clay Tanner⁠(d) — O.Q. Teal
- Maggie Blye — Luan Paxton
- Bruce Glover⁠(d) — adjunctul de șerif Grady
- Red West⁠(d) — șeriful Tanner
- David Adams — Robbie Teal
- Michael Allen Honaker — Udell Teal
- Vance Davis — Aaron
- Libby Boone — Joan, secretara lui Pusser

## Recepție
Criticul Vincent Canby de la The New York Times l-a numit „un film subțire și obosit chiar și atunci când ecranul este inundat de sânge”.
John Simon⁠(d), care a descris filmul drept un „gunoi de modă veche și modest”, a afirmat că singurul lucru care face filmul vizionabil a fost interpretarea lui Bo Svenson în rolul șerifului Pusser.